# Cobb
Cobb (Ty Cobb en España y Cobb - Leyenda de gloria en Hispanoamérica) es una película biográfica de 1994 dirigida por Ron Shelton y protagonizada por Tommy Lee Jones, Robert Wuhl y Lolita Davidovich.
La película se basa en el artículo periodístico "Ty Cobb's Wild Ten Month Fight to Live" de Al Stump, que retrata la biografía de Ty Cobb desde este artículo de la prensa y que narra la historia biográfica del mejor jugador de béisbol de toda la historia, Tyros Raymond Cobb, el cual, desde 1905 hasta 1928, época en la que Cobb estuvo en activo en el béisbol, batió todo tipo de récords en este deporte, algunos de los cuales todavía no se han sido superados.

## Argumento
Ty Cobb se convirtió en la leyenda más odiada. Él lo sabía y disfrutaba con ello. Era el mejor, pura dinamita. También batía todos los récords. Era capaz de todo con tal de triunfar. Sin embargo, en su carrera por el éxito y el poder, atacó a la vida y a los que le rodeaban de la misma manera. Es decir, lo hizo con desprecio y agresividad. Al Stump, uno de los más famosos periodistas de su época, fue contratado por el mismísimo Cobb para ayudarle a escribir su biografía. Pero lo que averiguó fue más de lo que jamás hubiera imaginado: Al se encontró con tantísimos escándalos, corrupciones y odios que su conciencia se vio atrapada entre el asombroso éxito de su carrera y su despreciable personalidad.

## Reparto
| Actor               | Personaje             |
| ------------------- | --------------------- |
| Tommy Lee Jones     | Ty Cobb               |
| Robert Wuhl         | Al Stump              |
| Lolita Davidovich   | Ramona                |
| Lou Myers           | Willie                |
| William Utay        | Jameson               |
| J. Kenneth Campbell | William Herschel Cobb |
| Rhoda Griffis       | Amanda Chitwood Cobb  |

## Recepción
La producción cinematográfica falló en sus expectativas en la taquilla.
Hoy en día la película ha sido valorada en portales cinematográficos y por los críticos profesionales. En IMDb, con aproximadamente 8000 votos registrados, el filme obtiene una media ponderada de 6,4 sobre 10. En cuanto a Rotten Tomatoes, los más de 5000 votos registrados le dieron allí una valoración media de 3,5 de 5, mientras que los 48 críticos profesionales registrados allí le dieron una valoración media de 6,4 de 10. También cabe destacar, que en La Vanguardia los usuarios registrados allí le dieron a la película una aprobación del 61%.